# Министерство образования и науки (Болгария)
Министерство образования и науки (болг. Министерство на образованието и науката) — болгарское министерство. Отвечает за оптимизацию, регулирование и развитие образовательной и научной работы в стране.
Оно было основано как Министерство народного просвещения в 1879 году и просуществовало под этим названием до 1947 года, после чего изменило своё название несколько раз.
- в 1947 — 1957 годах оно называлось Министерство народного образования
- в 1957 — 1963 годах — Министерством просвещения и культуры
- в 1963 — 1987 годах — Министерством народного образования
- в 1987 — 1989 годах — Министерством культуры, науки и просвещения
- в 1989 — 1991 годах — Министерством народного образования (второй раз)
- в 1991 — 1992 годах — Министерством образования и науки
- в 1992 — 1993 годах — Министерством образования, науки и культуры
- в 1993 — 1995 годах — Министерством науки и образования
- в 1995 — 1997 годах — Министерством образования, науки и технологий
- в 1997 — 2009 годах — Министерством образования и науки (второй раз)
- в 2009 — 2013 годах — Министерством образования, молодёжи и науки
- с 2013 года — Министерством образования и науки (третий раз)

C 4 мая 2017 года министерством руководит Красимир Вылчев из партии ГЕРБ.

## Аз-буки
Национальное издательство Аз-буки при Министерстве образования и наук функционирует в соответствии со ст. 51 Закона о дошкольном и школьном образовании, который действует с 1.08.2016 года.
Издательство выпускает болгарский национальный еженедельник образования и науки Аз-буки и 9 научных журналов: «Болгарский язык и литература», «Стратегии образовательной и научной политики», «Педагогика», «Профессиональное образование», «Обучение иностранным языкам», «Философия», «Математика и информатика», «История» и «Обучение по естественным наукам и новейшим технологиям».
Директором издательства «Аз-буки» является Надя Кантарева-Барух.

## Научные журналы
Специализированные журналы издательства «Аз-буки» публикуют тексты научной ценности на болгарском, русском и английском языках – обязательные публикации для аспирантов, повышения квалификации, научных исследований, практики и критического анализа. 
Издательство работает с учеными, школьными и университетскими преподавателями по всему миру.
Научные журналы распространяются в стране и за рубежом. В каждом из редколлегий участвуют и иностранные ученые и была  введена система анонимного рецензента. С начала 2018 года семь из девяти журналов индексируются и ссылаются на Всемирную наукометрическую базу Web of Science, которая охватывает более 90 миллионов публикаций со всего мира. Журналы были представлены еще в научных баз: 
Russian Science Citation Index (РИНЦ), The Philosopher's Index, ERIH PLUS, CEEOL, EBSCOhost, Google Scholar, ИНИОН – РАН, Primo (Ex Libris), ProQuest, Sociological Abstracts и Philosophy Documentation Center.
Издания  пользуются учителями, университетскими преподавателями, учеными, специалистами в различных областях, представителями болгарских диаспор за рубежом.